# 美國陸軍第18憲兵旅
第18憲兵旅（英語：18th Military Police Brigade）是美國陸軍駐紮在德國的憲兵部隊，負責為美國歐洲陸軍提供部隊保護和執法勤務。第18憲兵旅成立於越南戰爭期間，越戰結束後曾參與沙漠風暴行動和提供舒適行動，也曾前往科索沃。全球反恐戰爭時多次部署到伊拉克訓練當地警察部隊。

## 組織
- 第709憲兵營（英语：709th Military Police Battalion）
  - 第92憲兵連
  - 第527憲兵連
  - 第529憲兵連
  - 第554憲兵連
  - 第615憲兵連（英语：615th Military Police Company）
- 第15工兵營（英语：15th Engineer Battalion (United States)）
  - 第15工兵連
  - 第500工兵連
  - 第902工兵連
  - 前進支援連

## 歷史

### 越南戰爭
第18憲兵旅於1966年3月23日在正規軍中成立，1966年5月20日在馬里蘭州米德堡組成，旅部連於同年9月7日抵達越南頭頓。
1966年9月26日，第18憲兵旅接管所有在越南非師屬的憲兵部隊，包含第8憲兵群、
第16憲兵群、第89憲兵群。第16憲兵群與第89憲兵群由7個憲兵營組成，共下轄多個憲兵連和步兵連，散布在各個軍級戰術區執行憲兵任務，範圍從北方的峴港到南方的朔莊，這時第18憲兵旅總兵力超過5000人。
第18憲兵旅的任務非常多樣，包括後送戰俘、保護港口與船隻、保衛重要設施與貴賓、維持軍紀以及直接支援作戰行動。在春節攻勢期間，第716憲兵營擊退企圖攻佔西貢和美國大使館的越共部隊，其它部隊也在湄公河三角洲、邊和、西原與越共作戰。1973年3月20日在加州奧克蘭解編。

### 冷戰時期
第18憲兵旅於1985年8月16日在德國法蘭克福重啟。1990年至1991年期間，第18憲兵旅下轄的營支援第七軍參與沙漠盾牌行動和沙漠風暴行動，也支援第五軍參與提供舒適行動。除了中東地區，也有一些部隊被派往前南斯拉夫參與提供承諾行動及聯合奮進行動。
1999年，第18憲兵旅的每個單位都部署到巴爾幹地區，展示了其快速部署且支援第五軍和美國歐洲陸軍的應急行動能力。第92憲兵連與第527憲兵連先後被派往塞拉耶佛為波赫穩定部隊提供安全保障。4月，第615憲兵連部署到阿爾巴尼亞以支援鷹特遣部隊。7月，第18憲兵旅部與旅部連前往塞拉耶佛，為這個49為國家領導人的首腦會議提供安全保障。第709憲兵營於月底達科索沃支援鷹特遣部隊，這是有史以來第一個進行聯合維和行動的憲兵營，為俄羅斯、希臘、約旦、波蘭的機動營提供全面支援。

### 反恐戰爭

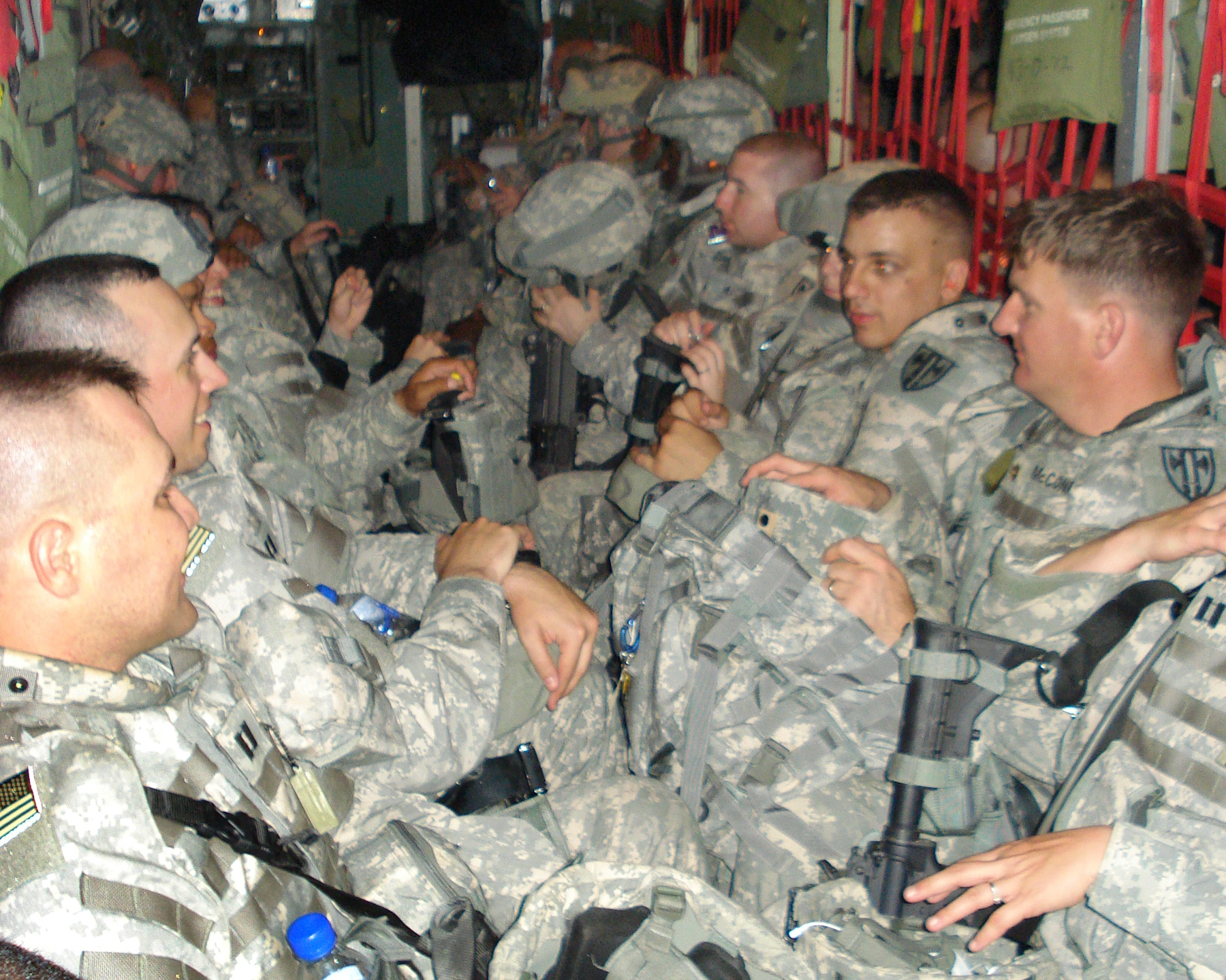
2007年，前往伊拉克途中的第18憲兵旅士兵。

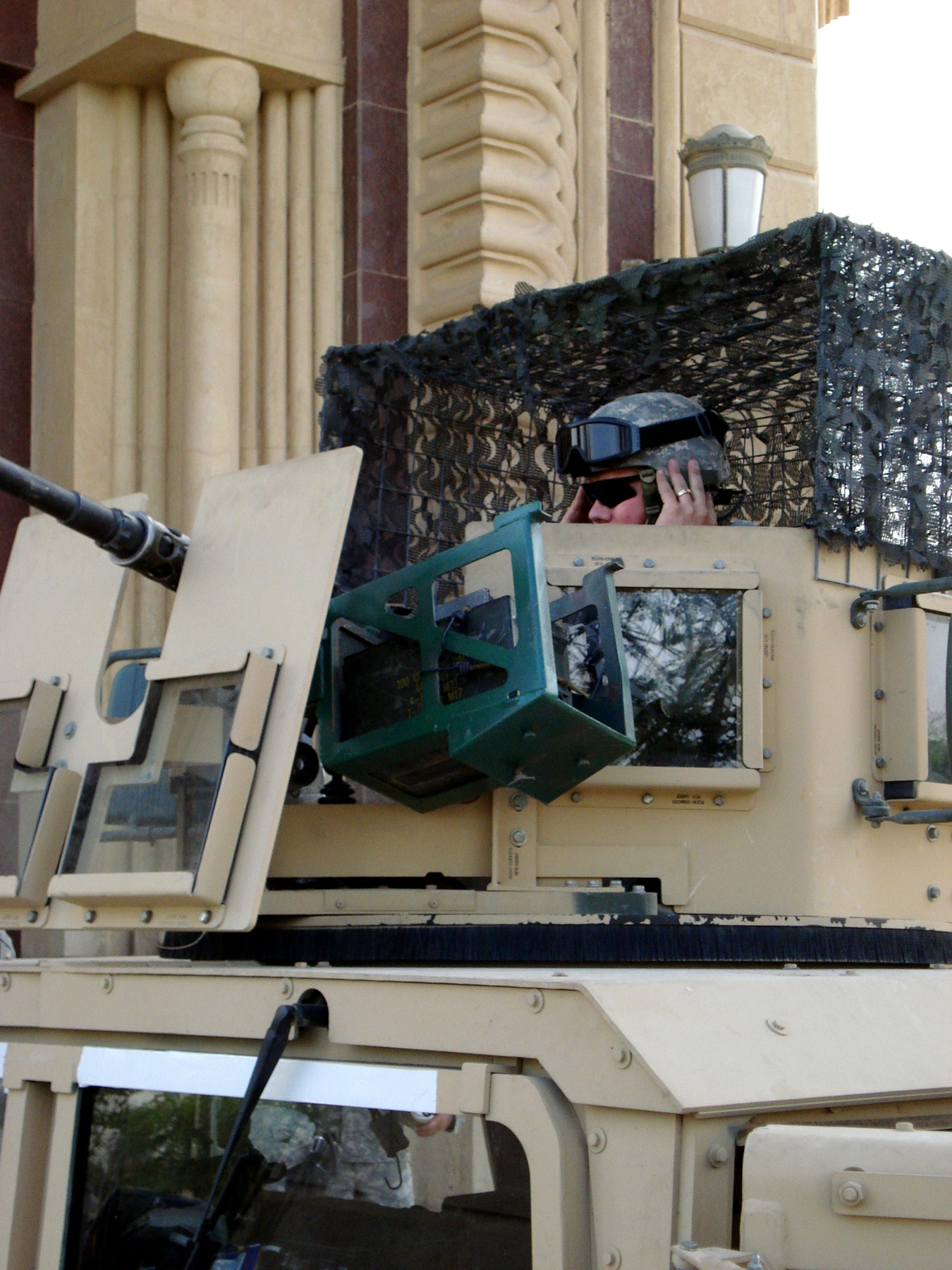
第18憲兵旅的悍馬車。

為了支援伊拉克自由行動，第18憲兵旅於2003年3月22日進入伊拉克部署的一年中，為約3,600多名伊拉克戰俘建立了戰俘拘留區，並在伊拉克南部長達2,500公里的主要補給路線巡邏。2003年4月進入巴格達，開始建立新的伊拉克勤務和重建伊拉克警察局。從伊拉克自由行動開始到2004年2月，第18憲兵旅負責指揮和控制7個憲兵營和1個機械化步兵營，共30個憲兵連和2個治安特遣隊，進行了24,000多次戰鬥巡邏，逮捕了2,400多名罪犯，沒收7,500件非法武器，並培訓10,000多名伊拉克警察。在這段期間，第18憲兵旅找到許多於戰亂時失蹤的珍貴文物，例如2003年9月23日發現瓦卡面具。第18憲兵旅於2004年2月返回德國桑德霍芬，2004年11月重返伊拉克直到2005年11月。
第127與第630憲兵連於2007年中開始駐紮在伊拉克，以支援第二次伊拉克自由行動。第127憲兵連在伊斯坎德里耶值勤時，與當地警察一起執行巡邏行動。2007年11月，第18憲兵旅旅部與旅部連和第793憲兵營前往伊拉克，以第三次伊拉克自由行動，接替原先分配到那裡的第89憲兵旅。第18憲兵旅部署到巴格達地區，協助伊拉克警察的後勤、人員管理、維護、預算、行動、培訓、領導和司法整合工作。對警察部隊的培訓包括正確搜查車輛、向伊拉克平民提供醫療援助、增加伊拉克警察的人數並改善他們的整體訓練。在這裡，第18憲兵旅指揮超過5,000多名官兵，有來自德拉瓦州陸軍國民警衛隊的第153憲兵連，還有肯塔基州陸軍國民警衛隊的第223憲兵連。第18憲兵旅也與第35工兵旅合作興建Furat訓練設施，供數千名伊拉克警察進行培訓，於2008年2月完工。在經歷15個月的執勤期，第18憲兵旅任務將由第8憲兵旅取代，返回原駐紮地。在整個部署期間，第18憲兵旅訓練了20,000名伊拉克警察，但損失了15名士兵。
除了反恐戰爭的支援外，第18憲兵旅的許多士兵也待在整個歐洲中部地區繼續執行執法和部隊保護任務。2009年的盟軍諾曼第登陸65週年由第18憲兵旅被指定負責計劃、協調和執行。

## 榮譽
| 戰爭           | 飄帶                                        | 年份      |
| -------------- | ------------------------------------------- | --------- |
| 越南戰爭       | 第二階段反攻 Counteroffensive, Phase II     | 1966–1967 |
| 越南戰爭       | 第三階段反攻 Counteroffensive, Phase III    | 1967-1968 |
| 越南戰爭       | 春節反攻 Tet Counteroffensive               | 1968      |
| 越南戰爭       | 第四階段反攻 Counteroffensive, Phase IV     | 1968      |
| 越南戰爭       | 第五階段反攻 Counteroffensive, Phase V      | 1968      |
| 越南戰爭       | 第六階段反攻 Counteroffensive, Phase VI     | 1968–1969 |
| 越南戰爭       | 1969年春節攻勢/反攻 Tet 69/Counteroffensive | 1969      |
| 越南戰爭       | 1969年夏–秋 Summer–Fall 1969                | 1969      |
| 越南戰爭       | 1970年冬-春 Winter–Spring 1970              | 1969–1970 |
| 越南戰爭       | 保護區反攻 Sanctuary Counteroffensive       | 1970      |
| 越南戰爭       | 第七階段反攻 Counteroffensive, Phase VII    | 1970–1971 |
| 越南戰爭       | 第一階段鞏固 Consolidation I                | 1970      |
| 越南戰爭       | 第二階段鞏固 Consolidation II               | 1971      |
| 伊拉克自由行動 | 伊拉克 Iraq                                 | 2003–2004 |
| 伊拉克自由行動 | 伊拉克 Iraq                                 | 2007–2008 |
| 持久自由行動   | 阿富汗 Afghanistan                          | 2008-2009 |
| 持久自由行動   | 阿富汗 Afghanistan                          | 2013-2014 |